# Mistr Křivoklátského oltáře
Mistr Křivoklátského oltáře byl pozdně gotický malíř působící na dvoře Vladislava Jagellonského v letech 1480-1490. Je autorem malovaných křídel oltářní archy v hradní královské kapli na Křivoklátě.

## Život
Jméno umělce se vztahuje k jeho jedinému známému dílu – oltářní arše ze zámecké kaple na Křivoklátu. Je pravděpodobné, že pocházel z Německa a do Prahy přišel s dílnou královského kameníka Hanse Spiesse. Ze stylu jeho malby je zřejmé, že před příchodem do Prahy pobýval v Kolíně nad Rýnem, kde působil Mistr Mariina života a snad také ve Vestfálsku a byl dobře obeznámen s nizozemským uměním Severské renesance.
V dílně Mistra Křivoklátského oltáře se vyučil Mistr Litoměřického oltáře a pocházejí odtud také autoři Rokycanského a Rakovnického oltáře. S dílnou souvisí deska s obrazem sv. Václava mezi sv. Zikmundem a sv. Vítem a měla vliv také na dílo Mistra Vejprnického oltáře a autora křídel Oltáře z Konopiště.

## Dílo

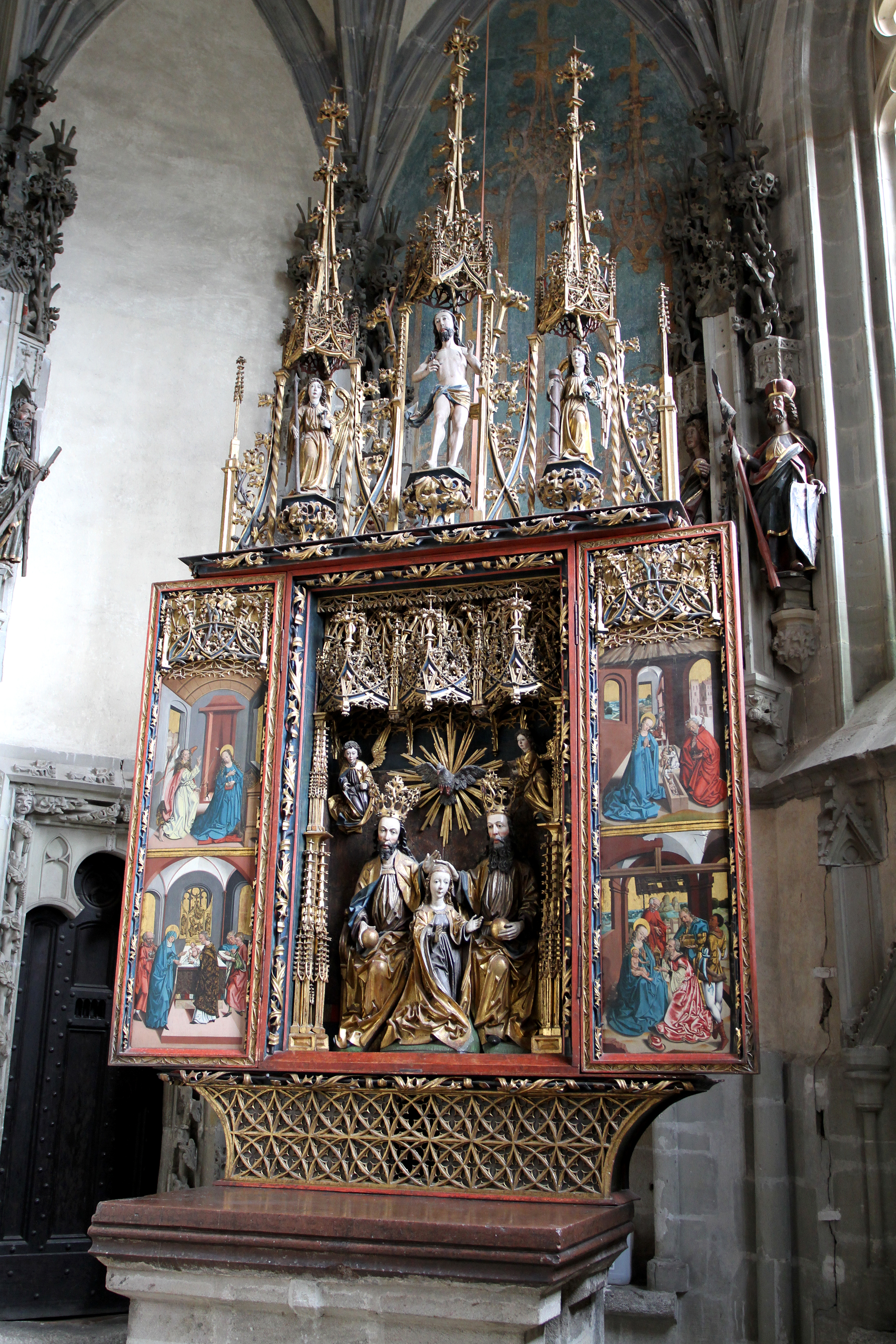
Křivoklátský oltář

Křivoklátský oltář je gotická archa z doby před rokem 1490, s vyřezávanou střední částí, dvěma pevnými křídly a párem oboustranně malovaných pohyblivých křídel. Na jednom z obrazů je vyryt letopočet 1483, který však mohl být doplněn v pozdější době.
Autorem řezbářské (případně spoluautorem malířské) části oltáře (116,5 x 202 cm), která zobrazuje Korunovaci Panny Marie s postavami Ježíše Krista, Boha Otce a dvěma anděly, by mohl být člen Spiessovy huti Hans Scholler z Norimberka, který je doložen v účtech, ale chybí jakýkoli srovnávací materiál, který by jeho autorství potvrdil. Nástavec oltáře se sochami Bolestného Krista a dvou andělů doplňuje architektura s vyřezávanými podstavci a baldachýny.
Na pevných úzkých postranních křídlech (202 x 29 cm) je na levé desce oltáře zobrazen sv. Zikmund a vpravo sv. Vojtěch. Vedle nich jsou na vnější straně zavřených pohyblivých křídel (202 x 52 cm) vlevo sv. Václav a vpravo sv. Vít. Na čelní straně rozevřených pohyblivých křídel jsou dvojice výjevů ze života Panny Marie a Krista: vlevo Zvěstování a obřízka (symbolické obětování) Ježíše, vpravo Narození Páně a Klanění tří mudrců. Obr. viz  Na některých malbách se podíleli dílenští spolupracovníci (Mistr Litoměřického oltáře, Mistr Rokycanského oltáře a Mistr Rakovnického oltáře).
Mistr Křivoklátského oltáře přinesl do Čech nový malířský styl, který nemá spojitost s malířstvím předhusitské doby. Vychází z dobových trendů nizozemského realismu a znázorňuje prostor hlubokými průhledy do krajinného pozadí s modrou oblohou, užívá empirickou a většinou dobře zvládnutou perspektivu a odstupňování měřítka. Světlo v jeho obrazech vychází důsledně z jediného zdroje a figury i předměty vrhají stín, který kopíruje obrys. Tváře postav mají podobné typologické rysy a jejich mimika i gesta vykládají děj. Bohaté až nadbytečné drapérie jsou graficky stylizované a jejich velké barevné plochy vytvářejí harmonické kompoziční obrazce.